# Ptichodis palpalis
Ptichodis palpalis är en fjärilsart som beskrevs av Paul Dognin 1916. Ptichodis palpalis ingår i släktet Ptichodis och familjen nattflyn. Inga underarter finns listade.